# Rosendahl
Rosendahl è un comune della Renania Settentrionale-Vestfalia, in Germania, situato nella regione del Münsterland.
Appartiene al distretto governativo (Regierungsbezirk) di Münster e al circondario di Coesfeld (targa COE).

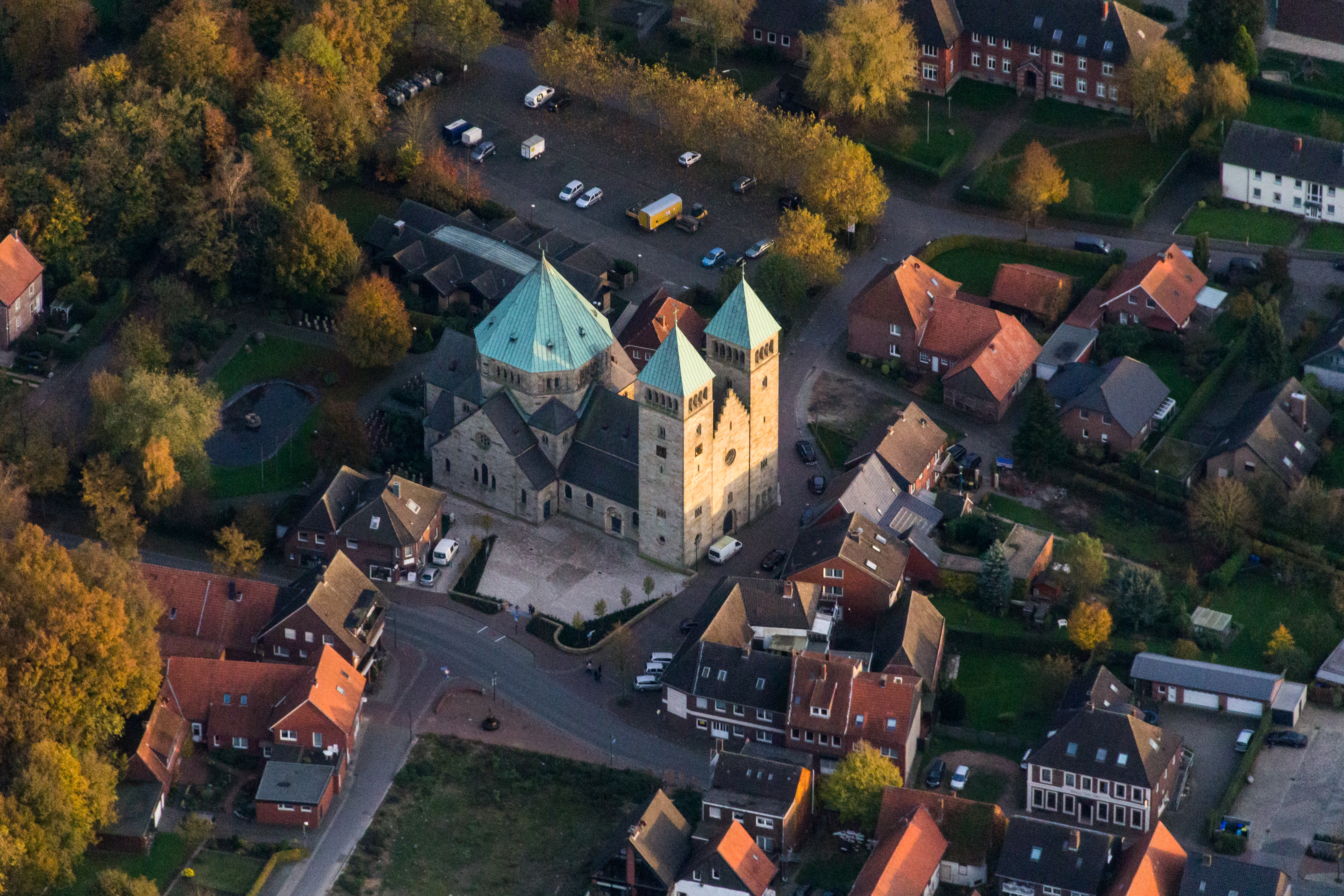
Ss.-Fabian-und-Sebastian-Church, Osterwick
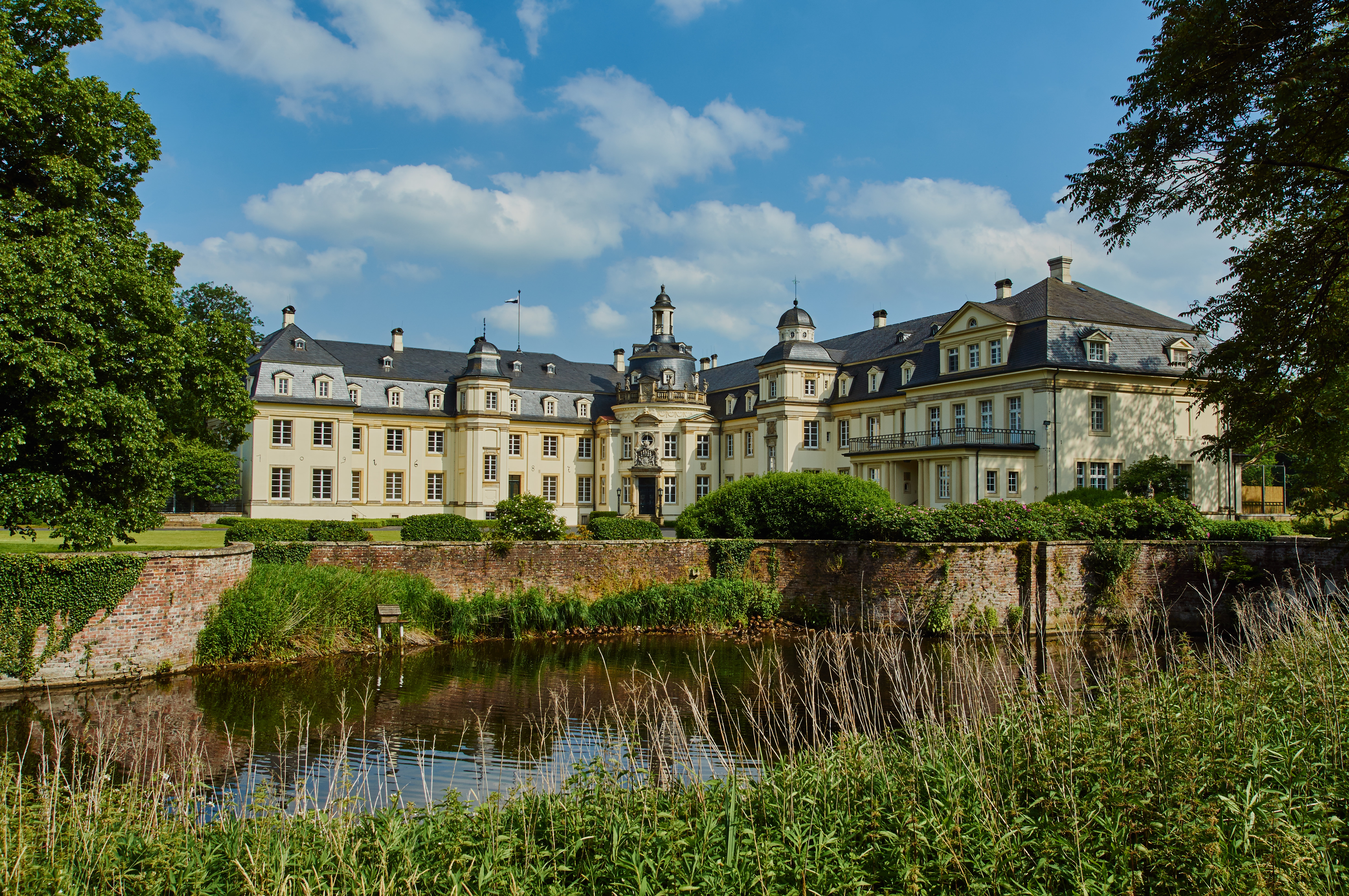
Palace Varlar